# Resurs-DK 1
Resurs-DK 1 ist ein russischer Erdbeobachtungssatellit mit zusätzlichen internationalen Forschungsnutzlasten. Der Satellit mit einer Masse von 6800 kg wurde von einer Sojus-U-Trägerrakete am 15. Juni 2006 auf eine elliptische Bahn gebracht und wird so nachgeführt, dass er immer im selben Winkel zur Erde zeigt. Er umkreist die Erde in einer Höhe zwischen 300 km und 600 km mit einer Bahnneigung von 69,9°.
Die Konstruktion des ursprünglich für eine Lebensdauer von drei Jahren konzipierten Satelliten basiert vermutlich auf der eines militärischen Aufklärers vom Typ Yantar-4K. An Bord befinden sich u. a. die russischen Geräte ESI (Earth Surface Imager) und ARINA (zur Erdbebenprognose).
An den Nutzlasten von Resurs-DK 1 beteiligten sich Deutschland, Italien und Schweden. So vermisst das Experiment Pamela (payload for antimatter matter exploration and light-nuclei astrophysics) die Flugbahnen und Energie kosmischer Teilchen innerhalb des Energiebereichs von 50 MeV bis zu mehreren 100 GeV, woraus man sich Rückschlüsse auf die Materie-/Antimaterieverteilung des jungen Kosmos und auf das Wesen der dunklen Materie erhofft. Pamela umfasst insgesamt fünf verschiedene Messinstrumente, darunter ein Magnetspektrometer und ein Kalorimeter.
Nachfolger ist der 2013 gestartete Satellit Resurs-P 1.